# خورخي مندوكة
خورخي مندوكة (بالإسبانية: Jorge Manduca)‏ هو لاعب كرة قدم أرجنتيني في مركز حراسة المرمى، ولد في 27 أكتوبر 1979 في سانتا في في الأرجنتين. لعب مع سارمينتو دي خونين ونادي كوكيمبو أونيدو ويونيون دي سانتا في.

## وصلات خارجية
- خورخي مندوكة على موقع قاعدة بيانات كرة القدم.إي يو (الإنجليزية)
- خورخي مندوكة على موقع Soccerway.com (الإنجليزية)
- خورخي مندوكة على موقع AS.com (الإسبانية)